# Massaker von Bình Hòa

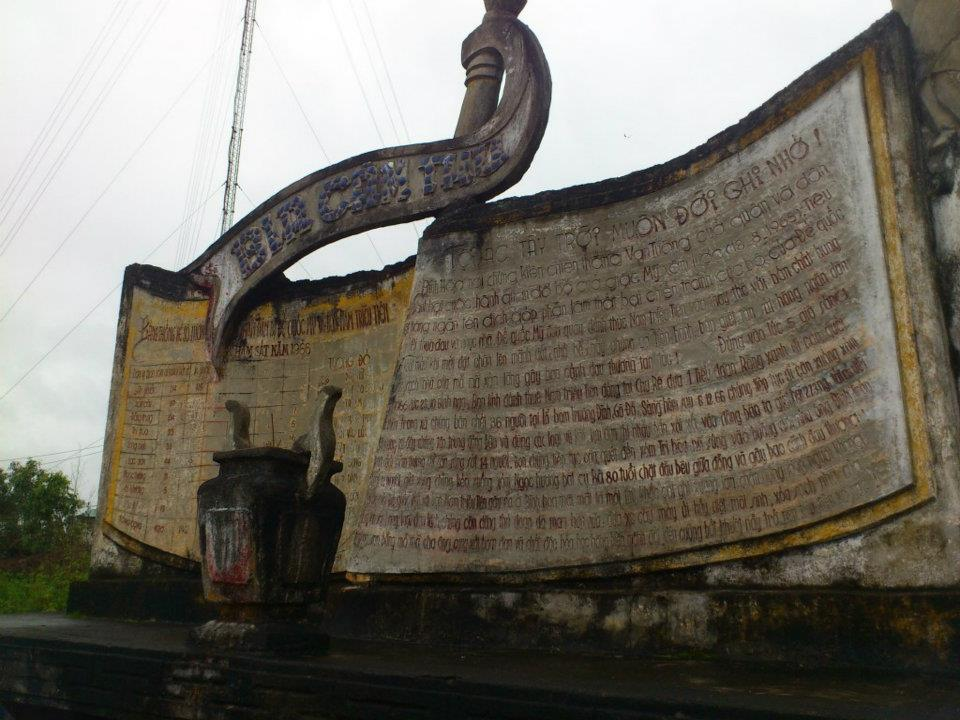
Denkmal für die Opfer des Massakers (2012)

Das Massaker von Bình Hòa verübten südkoreanische Streitkräfte während des Vietnamkrieges im Dorf Bình Hòa in der vietnamesischen Provinz Quảng Ngãi. Zwischen dem 3. und dem 6. Dezember 1966 wurden dort 430 Zivilisten ermordet.